# Sommerau (Baixo Reno)
Sommerau é uma comuna francesa na região administrativa de Grande Leste, no departamento do Baixo Reno. Estende-se por uma área de 15,96 km². Em 2010 a comuna tinha 1 562 habitantes (densidade: 97,9 hab./km²).
A municipalidade foi estabelecida em 1 de janeiro de 2016 e consiste na fusão das antigas comunas de Allenwiller, Birkenwald, Salenthal e Singrist.